# Osa
Osa là một chi thực vật có hoa trong họ Thiến thảo (Rubiaceae).

## Loài
Chi Osa gồm các loài: